# 光町 (千葉県)
光町（ひかりまち）は千葉県中央やや東部、匝瑳郡に存在した町。現在は、2006年（平成18年）3月27日に山武郡横芝町と合併して発足した山武郡横芝光町の一部。

## 地理
千葉県の太平洋側、九十九里平野の中央の若干東側に位置する。町の北部は標高が高い場所もあるが起伏は大きくない。町の中心部は隣の山武郡横芝町とほぼ連続している。

### 隣接していた自治体
- 匝瑳市
- 山武郡横芝町
- 香取郡多古町

## 歴史

### 沿革
- 1953年（昭和28年）5月18日 - 国道126号が制定。
- 1954年（昭和29年） 5月3日 - 匝瑳郡の南条村、東陽村、白浜村、日吉村（1948年に香取郡から匝瑳郡へ）の4村が合併して光町が誕生した。
- 2006年（平成18年）
  - 3月25日 - 横芝光ICが供用開始[2]。
  - 3月27日 - 山武郡横芝町・匝瑳郡光町が合併し、山武郡横芝光町が発足[1]。

### 行政区域変遷
- 変遷の年表

| 光町町域の変遷（年表） | 光町町域の変遷（年表） | 光町町域の変遷（年表） |
| 年                     | 月日                   | 旧光町町域に関連する行政区域変遷 |
| ---------------------- | ---------------------- | --- |
| 1889年（明治22年）     | 4月1日                 | 町村制施行に伴い、以下の村がそれぞれ発足。 - 匝瑳郡 - 南条村 ← 小川台村・台村・小田部村・傍示戸村・虫生村・富下村・芝崎村・母子村・両国新田 - 東陽村 ← 宮川村・谷中村・原方村・目篠村・上原村 - 白浜村 ← 木戸村・尾垂惣領村 - 香取郡 - 日吉村 ← 篠本村・新井村・市野原村・二又村・宝米村 |
| 1948年（昭和23年）     | 11月3日                | 日吉村は匝瑳郡に移行する。 |
| 1954年（昭和29年）     | 5月3日                 | 南条村・東陽村・白浜村・日吉村が合併し光町が発足。 |
| 2006年（平成18年）     | 3月27日                | 光町は山武郡横芝町と合併し山武郡横芝光町が発足。光町は消滅。 |

- 変遷表

| 光町町域の変遷表 | 光町町域の変遷表 | 光町町域の変遷表 | 光町町域の変遷表    | 光町町域の変遷表 | 光町町域の変遷表             | 光町町域の変遷表    | 光町町域の変遷表    | 光町町域の変遷表               | 光町町域の変遷表 |
| 1868年 以前      | 1868年 以前      | 1868年 以前      | 明治元年 - 明治22年 | 明治22年 4月1日  | 明治22年 - 昭和24年          | 明治22年 - 昭和24年 | 昭和25年 - 昭和64年 | 平成元年 - 現在                | 現在             |
| ---------------- | ---------------- | ---------------- | ------------------- | ---------------- | ---------------------------- | ------------------- | ------------------- | ------------------------------ | ---------------- |
| 匝瑳郡           |                  | 小川台村         | 小川台村            | 南条村           | 南条村                       | 南条村              | 昭和29年5月3日 光町 | 平成18年3月27日 山武郡横芝光町 | 横芝光町         |
| 匝瑳郡           | 台村             |                  |                     | 南条村           | 南条村                       | 南条村              | 昭和29年5月3日 光町 | 平成18年3月27日 山武郡横芝光町 | 横芝光町         |
| 匝瑳郡           | 小田部村         |                  |                     | 南条村           | 南条村                       | 南条村              | 昭和29年5月3日 光町 | 平成18年3月27日 山武郡横芝光町 | 横芝光町         |
| 匝瑳郡           | 傍示戸村         |                  |                     | 南条村           | 南条村                       | 南条村              | 昭和29年5月3日 光町 | 平成18年3月27日 山武郡横芝光町 | 横芝光町         |
| 匝瑳郡           | 虫生村           |                  |                     | 南条村           | 南条村                       | 南条村              | 昭和29年5月3日 光町 | 平成18年3月27日 山武郡横芝光町 | 横芝光町         |
| 匝瑳郡           | 富下村           |                  |                     | 南条村           | 南条村                       | 南条村              | 昭和29年5月3日 光町 | 平成18年3月27日 山武郡横芝光町 | 横芝光町         |
| 匝瑳郡           | 芝崎村           |                  |                     | 南条村           | 南条村                       | 南条村              | 昭和29年5月3日 光町 | 平成18年3月27日 山武郡横芝光町 | 横芝光町         |
| 匝瑳郡           | 母子村           |                  |                     | 南条村           | 南条村                       | 南条村              | 昭和29年5月3日 光町 | 平成18年3月27日 山武郡横芝光町 | 横芝光町         |
| 匝瑳郡           | 両国新田         |                  |                     | 南条村           | 南条村                       | 南条村              | 昭和29年5月3日 光町 | 平成18年3月27日 山武郡横芝光町 | 横芝光町         |
| 匝瑳郡           |                  | 宮川村           | 宮川村              | 東陽村           | 東陽村                       | 東陽村              | 昭和29年5月3日 光町 | 平成18年3月27日 山武郡横芝光町 | 横芝光町         |
| 匝瑳郡           | 谷中村           |                  |                     | 東陽村           | 東陽村                       | 東陽村              | 昭和29年5月3日 光町 | 平成18年3月27日 山武郡横芝光町 | 横芝光町         |
| 匝瑳郡           | 原方村           |                  |                     | 東陽村           | 東陽村                       | 東陽村              | 昭和29年5月3日 光町 | 平成18年3月27日 山武郡横芝光町 | 横芝光町         |
| 匝瑳郡           | 目篠村           |                  |                     | 東陽村           | 東陽村                       | 東陽村              | 昭和29年5月3日 光町 | 平成18年3月27日 山武郡横芝光町 | 横芝光町         |
| 匝瑳郡           | 上原村           |                  |                     | 東陽村           | 東陽村                       | 東陽村              | 昭和29年5月3日 光町 | 平成18年3月27日 山武郡横芝光町 | 横芝光町         |
| 匝瑳郡           |                  | 木戸村           | 木戸村              | 白浜村           | 白浜村                       | 白浜村              | 昭和29年5月3日 光町 | 平成18年3月27日 山武郡横芝光町 | 横芝光町         |
| 匝瑳郡           |                  | 尾垂村           | 明治11年 尾垂惣領村 | 白浜村           | 白浜村                       | 白浜村              | 昭和29年5月3日 光町 | 平成18年3月27日 山武郡横芝光町 | 横芝光町         |
| 匝瑳郡           | 惣領村           |                  | 明治11年 尾垂惣領村 | 白浜村           | 白浜村                       | 白浜村              | 昭和29年5月3日 光町 | 平成18年3月27日 山武郡横芝光町 | 横芝光町         |
| 香取郡           |                  | 篠本村           | 篠本村              | 日吉村           | 昭和23年11月3日 匝瑳郡に移行 | 日吉村              | 昭和29年5月3日 光町 | 平成18年3月27日 山武郡横芝光町 | 横芝光町         |
| 香取郡           | 新井村           |                  |                     | 日吉村           | 昭和23年11月3日 匝瑳郡に移行 | 日吉村              | 昭和29年5月3日 光町 | 平成18年3月27日 山武郡横芝光町 | 横芝光町         |
| 香取郡           | 市野原村         |                  |                     | 日吉村           | 昭和23年11月3日 匝瑳郡に移行 | 日吉村              | 昭和29年5月3日 光町 | 平成18年3月27日 山武郡横芝光町 | 横芝光町         |
| 香取郡           | 二又村           |                  |                     | 日吉村           | 昭和23年11月3日 匝瑳郡に移行 | 日吉村              | 昭和29年5月3日 光町 | 平成18年3月27日 山武郡横芝光町 | 横芝光町         |
| 香取郡           | 宝米村           |                  |                     | 日吉村           | 昭和23年11月3日 匝瑳郡に移行 | 日吉村              | 昭和29年5月3日 光町 | 平成18年3月27日 山武郡横芝光町 | 横芝光町         |

## 経済
- 農業
- 九十九里海岸に面した他の自治体の例に漏れず、シーズンの海水浴客を相手とする観光業

## 姉妹都市・提携都市

### 国内

#### 姉妹町
- 神奈川県-松田町
- 長野県-千曲市

#### 友好都市
- 山口県-光市

## 地域

### 教育
- 小学校
  - 光町立南条小学校
  - 光町立東陽小学校
  - 光町立白浜小学校
  - 光町立日吉小学校
- 中学校
  - 光町立光中学校

## 交通

### 鉄道
- JR東日本総武本線が町域を通るが、駅は無い。最寄り駅は横芝駅（山武郡横芝町）と飯倉駅（八日市場市→匝瑳市）。

### 道路
- 有料道路
  - 銚子連絡道路
    - 横芝光IC
- 一般国道
  - 国道126号
- 主要地方道
  - 千葉県道30号飯岡一宮線（九十九里ビーチライン）
  - 千葉県道45号八日市場八街線
  - 千葉県道49号八日市場栄線
- 一般県道
  - 千葉県道108号横芝停車場白浜線
  - 千葉県道109号横芝停車場吉田線
  - 千葉県道122号飯岡片貝線

## 名所・旧跡・観光スポット・祭事・催事
- 木戸海岸海水浴場
- 成田山本尊上陸記念碑

## 光町を舞台とした作品
- 『赤い毒の花』（水上勉、1962年）